# ويل بروين
ويل بروين (بالإنجليزية: Will Bruin)‏ هو لاعب كرة قدم أمريكي، ولد في 24 أكتوبر 1989 في سانت لويس في الولايات المتحدة. شارك مع منتخب الولايات المتحدة لكرة القدم. أما مع النوادي، فقد لعب مع هيوستن دينامو.

## وصلات خارجية
- ويل بروين على موقع الدوري الأمريكي (الإنجليزية)
- ويل بروين على موقع قاعدة بيانات كرة القدم.إي يو (الإنجليزية)
- ويل بروين على موقع ناشيونال فوتبول تيمز (الإنجليزية)
- ويل بروين على موقع Soccerway.com (الإنجليزية)
- ويل بروين على موقع عالم كرة القدم.نت (الإنجليزية)
- ويل بروين على موقع AS.com (الإسبانية)